# Animal (film, 2014)
Animal är en amerikansk skräck-thrillerfilm från 2014, regisserad av Brett Simmons, och medverkas av Jeremy Sumpter, Elizabeth Gillies, Keke Palmer, och Joey Lauren Adams. Filmen hade en begränsad bio- och video on demand-premiär den 17 juni 2014. Den spelades in i den amerikanska staden Manchester i Connecticut. Filmen följer en grupp vänner som finner sig själva jagade av en blodtörstig best.

## Rollista
- Jeremy Sumpter som Matt
- Elizabeth Gillies som Mandy
- Keke Palmer som Alissa
- Joey Lauren Adams som Vicky
- Amaury Nolasco som Douglas
- Parker Young som Jeff
- Paul Iacono som Sean
- Thorsten Kaye som Carl
- Eve som Barbara, Douglas hustru